# Baudoin Kanda
Baudouin Tshitungi Dieudonne Kanda (n. 17 aprilie 1993, București, România), cunoscut și drept Bodo, este un fotbalist român liber de contract, care joacă pe post de mijlocaș. Acesta s-a născut în București, tatăl său fiind un medic la o policlinică din Vitan, acesta fiind de origine congoleză. În trecut a reprezentat România la nivel internațional la categoria U15.